# أليس ويجمان
أليس ويجمان كورونيا (بالبرتغالية: Alice Wegmann) (ريو دي جانيرو، 3 نوفمبر 1995) هي ممثلة برازيلية.

## سيرة
هي ابنة باولو كوريا وأدريانا ويجمان وشقيقة ماركوس ويجمان. في عام 2018، تخرجت من الجامعة البابوية الكاثوليكية في ريو دي جانيرو، حيث انضمت في النصف الثاني من عام 2013، وأخذت دورة في المسلسلات. في سن العاشرة، انضمت إلى المسرح، حيث درست المسرح لمدة 4 سنوات.

## مهنة

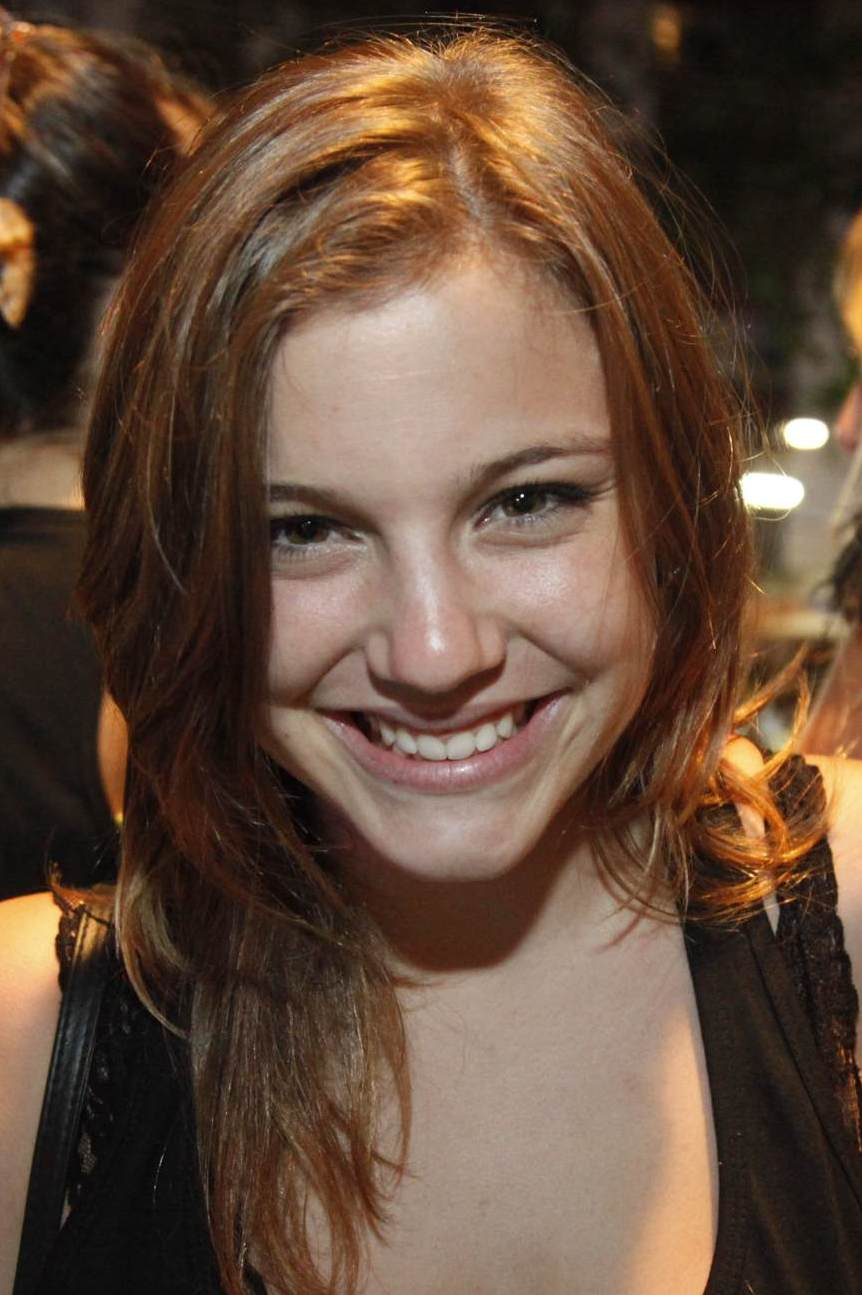
الممثلة في عام 2013.

كان أول ظهور لها على المسرح في عام 2008 مع مسرحية إنه بيت من العرابة من تأليف ليجيا بوجونجا وسوزانا جارسيا وهيرسون كابري. في عام 2010، أكملت تدريبها في المسرح وفي السنة التالية، وهي في سن 15 عاما، بدأت ظهورها التلفزيوني لأول مرة بدور أندريا في الموسم 18 من قلوب شابة. في عام 2011، لعبت دور لاعبة التنس صوفيا في المرحلة الثانية من مسلسل  حياة الناس. وبالتالي، يمكنها إظهار جانبها الرياضي (الجمباز الأوليمبي، ركوب الأمواج، الرقص، التنس، السباحة، الجري وحتى كرة القدم)، والتي كانت دائمًا جزءًا من طفولتها. بدأت أليس التدريبات في سن 3 سنوات وشاركت في بطولة برازيلية. تم تدريب الممثلة من قبل دانييلي ودييجو هيبوليتو.
في عامي 2012 و 2013، كان لها دور البطولة الأول في الموسم 20 من قلوب شابة، ولعبت الروك المتمردين ليا مارتينز. في نفس العام، غنت في المسرح، باربرا البهجة والمتفجرة، في الكوميديا الرومانسية حكاية الصيف، التي كتبها دومينغوس دي أوليفيرا. في عام 2013، شاركت أليس في الفيديو الموسيقي «أريد أن أجدك» للمخرجين انسيلمو & رافييل. في عام 2014، ظهرت أليس لأول مرة في في المرحلة الثانية من رواية في العائلة. أطلقت فيلمها الأول نحن معآ، من إخراج ماتيوس سوزا. بين الفصل الدراسي الثاني من عام 2014 والربع الأول من عام 2015، لعبت دور الشابة، دانييلي، في مسلسل الرقصة أوجي.
في عام 2016، كانت واحدة من أبطال مسلسل علاقات غاضبة، حيث لعبت دور سيسيليا، وهي فتاة ساذجة ورومانسية. في نفس العام، لعبت دور إيزابيلا اللطيفة، في مسلسل قانون الحب. في عام 2017 شاركت في فيلم الدرب. في عام 2018، لعبت دورها الأبرز ماريا، في مسلسل ولد فيها الأقوياء . في عام 2019، انضمت إلى مسلسل، أيتام الأرض كفتاه مسلمة، ديليلة.

## الحياة الشخصية
في عام 2012 كانت على علاقة مع الممثل والمغني آرثر أغيار. بين عامي 2014 و 2016 قامت بعلاقه أخرى مع بيدرو مالان لمدة عامين. في فبراير 2019 تعرفت على الوكيل الفني ميغيل ريباس جاستال.

## فيلموغرافيا
| عام     | عنوان                   | شخصية                                  | الحلقات/المواسم       |
| ------- | ----------------------- | -------------------------------------- | --------------------- |
| 2011    | قلوب شابة               | أندريا                                 | الموسم 18             |
| 2011    | حياة الناس              | صوفيا أزيفيدو براتس                    |                       |
| 2012-13 | تجريب: مكثفة مثل الحياة | ليا مارتينز                            | الموسم 20             |
| 2014    | في العائلة              | شيرلي سواريس استيفيس                   |                       |
| 2014    | الرقصة أوجي             | دانييلي فيجا أزيفيدو فريجا             |                       |
| 2015    | أحلام اللياقة البدنية   | ليا مارتينز                            | الحلقة: "18 مايو"     |
| 2016    | روابط خطيرة             | سيسيليا ماتا ميديروس                   |                       |
| 2016    | قانون الحب              | إيزابيلا دياس / مارينا راموس دي ألميدا |                       |
| 2017    | الشعارات                | ريتوكا                                 | الحلقة: "26 يوليو"    |
| 2017    | المدينة المحرمه         | أيام الرهان                            | الحلقة: "حقيبة المجد" |
| 2018    | حيث ولد القوي           | ماريا فيريرا دا سيلفا                  |                       |
| 2019    | أيتام الأرض             | دليلة عبد الله / بسمة بكري             |                       |

### السينما
| عام  | عنوان   | شخصية |
| ---- | ------- | ----- |
| 2016 | نحن معا | ديانا |
| 2017 | ذا تريل | أليس  |

### فيديو موسيقي
| عام  | مجموعة / المغني  | موسيقى         |
| ---- | ---------------- | -------------- |
| 2013 | أنسيلمو ورافائيل | "أريد أن أجدك" |

## مسرح
| عام     | جزء         | شخصية  |
| ------- | ----------- | ------ |
| 2008-09 | بيت العرابة | فيرا   |
| 2012-14 | حكاية الصيف | باربرا |

## وصلات خارجية
- أليس ويجمان على موقع IMDb (الإنجليزية)
- أليس ويجمان على موقع قاعدة بيانات الفيلم (الإنجليزية)
- أليس ويجمان على موقع كينوبويسك (الروسية)